# Stångehamn
Stångehamn är ett bostads- och sommarstugeområde i havsnära läge cirka fem km sydost om Oskarshamns tätort, i Oskarshamns kommunKalmar län. Bebyggelsen som ligger i Döderhults socken består av områdena Stora Stångehamn i norr och Lilla Stångehamn i sydväst. 

## Historia
År 1954 köpte Oskarshamns stad större delen av Stångehamn, med avsikt att skapa ett fritids- och sommarstugeområde. Ursprungligen bestod området av 248 tomter för sommarstugebyggelse.
2010 avgränsade SCB Stora Stångehamn till en Småort. 2015 hade denna utökats till att omfatta även bebyggelsen i Lilla Stångehamn. 2018 klassades hela området som en tätort.

## Befolkningsutveckling
| Befolkningsutvecklingen i Stångehamn 2010–2020 | Befolkningsutvecklingen i Stångehamn 2010–2020 | Befolkningsutvecklingen i Stångehamn 2010–2020 | Befolkningsutvecklingen i Stångehamn 2010–2020 | Befolkningsutvecklingen i Stångehamn 2010–2020 |
| ---------------------------------------------- | ---------------------------------------------- | ---------------------------------------------- | ---------------------------------------------- | ---------------------------------------------- |
|                                                |                                                |                                                |                                                |                                                |
| År                                             |                                                |                                                | Folkmängd                                      | Areal (ha)                                     |
| 2010                                           | 2010                                           |                                                | 56                                             | #                                              |
| 2015                                           | 2015                                           |                                                | 195                                            | 83#                                            |
| 2020                                           | 2020                                           |                                                | 215                                            | 85                                             |
| Anm.: # Som småort.                            |                                                |                                                |                                                |                                                |

## Samhället
Idag är Stångehamn bebyggt även med permanentbostäder. Sommartid är ön ett populärt besöksmål för friluftslivet. Flera av områdets klippor och stränder är obebyggda och tillgängliga för allmänheten.
På Stångehamn finns flera småbåtsbryggor och flera fina badplatser, där man kan bada.